# Siegfried (mythologie)
Pour les articles homonymes, voir Siegfried.

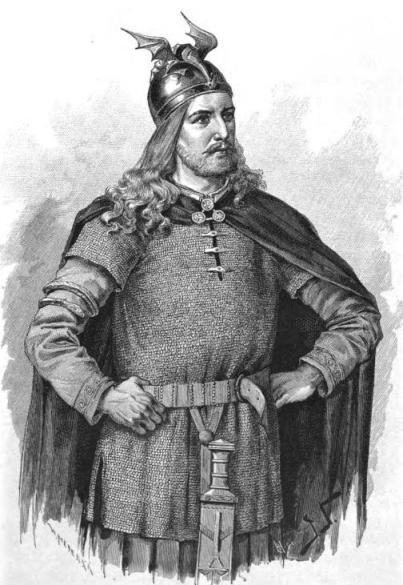
Représentation de Sigurd dans une édition suédoise de 1893 de lEdda poétique.

Sigurd (Sigurðr en vieux norrois) est un héros légendaire de la mythologie nordique qui apparaît dans plusieurs poèmes héroïques de l'Edda poétique, compilés au XIIIe siècle. Sigurd apparaît également dans l'Edda de Snorri et est le personnage central de la Völsunga saga, écrits en prose au XIIIe siècle à partir des poèmes héroïques plus anciens et probablement d'autres sources qui ne nous sont pas parvenues. Sigurd apparaît également dans la saga légendaire la Norna-Gests þáttr, où il défait le héros Starkadr.
Siegfried est un héros de la Chanson des Nibelungen, la version continentale et christianisée du mythe, également composée au XIIIe siècle, devenue épopée nationale allemande.
D'autres traditions rapportent la légende du héros avec leurs propres variations du mythe, la Saga de Théodoric de Vérone, rédigée au XIIIe siècle en vieux norrois mais qui est sans doute une traduction d'un texte allemand, et la Chanson de Seyfried à la peau de corne, où le héros se nomme Seyfried, poème allemand probablement composé au XIIIe siècle. Enfin, il porte souvent le nom de Sivard dans des ballades scandinaves, surtout danoises, les folkeviser, qui témoignent soit de traditions différentes soit de larges déformations du mythe originel nordique.
Sigurd-Siegfried est un prince guerrier d'une puissance supérieure, responsable de nombreux exploits, comme la mise à mort d'un dragon (Fáfnir dans la mythologie nordique). Certaines traditions rapportent qu'il est devenu invulnérable, notamment en se baignant dans le sang du monstre, sauf dans un endroit précis du dos qui n'était pas trempé, et il est tué tragiquement à cause de cette faiblesse, ce qui lui a valu des comparaisons avec d'autres personnages mythiques, en particulier Achille.
La tétralogie de Richard Wagner, Der Ring des Nibelungen, qui s'inspire des traditions allemandes et scandinaves pour créer une œuvre originale, a largement contribué au regain d'intérêt de la légende de Siegfried chez le grand public. Depuis, le héros est adapté dans de nombreuses œuvres de la culture moderne, en musique, littérature, au théâtre, à l'écran et en bande dessinée.

## Étymologie
Sigurd, du vieux norrois Sigurðr, provient de sigr, « victoire », et vǫrðr, « gardien ». Le héros norrois Sigurd est l'équivalent de l'allemand Siegfried, toutefois leurs noms ne sont pas identiques. Siegfried, en vieux haut-allemand Sigifrid et en moyen haut-allemand Sîvrît, correspond au nom norrois Sigrøðr (issu du nom proto-germanique *Sigfrøðr).

## Origine
Contrairement à de nombreuses figures de la tradition héroïque germanique, Sigurd ne peut pas être facilement identifié à une figure historique. La théorie la plus populaire est que Sigurd puise ses origines dans une ou plusieurs figures de la dynastie mérovingienne des Francs. Une autre théorie soutient que Sigurd et son combat contre le dragon représentent une version mythologique de la défaite de Publius Quinctilius Varus par Arminius lors de la bataille de la forêt de Teutberg en 9 apr. J.-C. Un lien entre Siegfried et Arminius a été proposé pour la première fois par Franz-Joseph Mone en 1830, qui croyait que Sigurd était une fusion de plusieurs personnages historiques. En 1837, Adolf Griesebrecht suppose que Sigurd est une version mythologisée d'Arminius, tandis que les Romains représentent le dragon.
Pour Catalin Taranu, la légende du héros aurait été façonnée à partir de trois noyaux narratifs distincts qui auraient été imbriqués dans le grand récit du cycle des Nibelungen : une légende de type indo-européen de tueur de dragons et deux traditions narratives de deux événements historiques distincts (la chute du royaume bourguignon au Ve siècle et les événements du VIIe siècle à la cour franque entourant la mort du roi mérovingien Sigebert Ier, de son épouse Brunichildis et de sa rivale, Frédégonde). Catalin Taranu fait observer que les sources anglo-saxonnes comme les poèmes scaldiques les plus anciens ne font pas mention de Sigurd, mais de son père Sigmund, à qui est attribué le combat contre le dragon. Jean Haudry considère, lui, que la liaison des deux principales légendes trouve une certaine justification et apparaît comme une combinaison de thèmes originellement apparentés, que ce soit les mythes du trio dioscurique comme la courtise de l'Aurore dans une compétition truquée, les rapports ambigus des Jumeaux et du dieu Lune (dont le rôle est tenu par Siegfried) et son châtiment pour infidélité. Cette origine mythique, méconnaissable dans les formes les plus évoluées de la légende, a laissé en revanche de nombreuses traces dans les textes qui reflètent un état antérieur.

## Traditions scandinaves

### LesEddaset laVölsunga saga
Le cycle de Sigurd est d'abord rapporté dans l'Edda poétique, recueil de poèmes mythologiques anciens, compilés au XIIIe siècle dans le Codex Regius. Les œuvres qui racontent le mythe de Sigurd sont les suivantes :
- Grípisspá : le jeune Sigurd est renseigné par son oncle Grípir de l'ensemble de son destin, de ses premiers exploits jusqu'à sa mort[Note 1] ;
- Reginsmál : Reginn, père adoptif de Sigurd, lui raconte l'origine de la malédiction de l'or du dragon Fáfnir. Ensuite Sigurd venge la mort de son père Sigmundr en tuant les fils de Hundingr ;
- Fáfnismál : Sigurd blesse mortellement Fáfnir et engage une conversation avec le dragon mourant. Il goûte le sang du dragon et comprend les oiseaux qui lui conseillent de tuer Reginn qui veut le trahir. Sigurd tue Reginn, et mange le cœur du dragon avant d'emporter son or ;
- Sigrdrífumál : Sigurd réveille la valkyrie Sigrdrífa d'un sommeil magique, et celle-ci lui apprend sagesse et runes ;
- Sigurðarkviða hin skamma : Sigurd et les rois Högni et Gunnar font un serment de fraternité. Le héros épouse leur sœur Gudrun. Il aide Gunnar à obtenir son épouse Brynhild, mais celle-ci préfère Sigurd, elle souhaite alors la mort du héros, qui est tué par Guþormr, frère de Gunnar ;
- Brot af Sigurðarkviðu : Högni et Gunnar complotent le meurtre de Sigurd, et leur troisième frère Guþormr le tue traitreusement. Brynhild, qui avait initialement demandé sa mort, le regrette ;
- Guðrúnarkviða I : Gudrun pleure la mort de son mari Sigurd et maudit ses frères et Brynhildr ;
- Helreið Brynhildar : Brynhildr est brulée sur un bûcher funéraire avec Sigurd, et raconte son histoire à une géante dans l'Au-delà.

Ces poèmes ont servi de sources pour un très rapide résumé du cycle dans la partie Skáldskaparmál de l'Edda de Snorri, rédigée au XIIIe siècle. Elles constituent également des sources pour la Völsunga saga, également rédigée au XIIIe siècle, qui est la version la plus organisée du cycle de Sigurd. Ce texte cite à plusieurs reprises les poèmes eddiques, et prend des libertés littéraires dans la narration du mythe.

#### Parenté et filiation

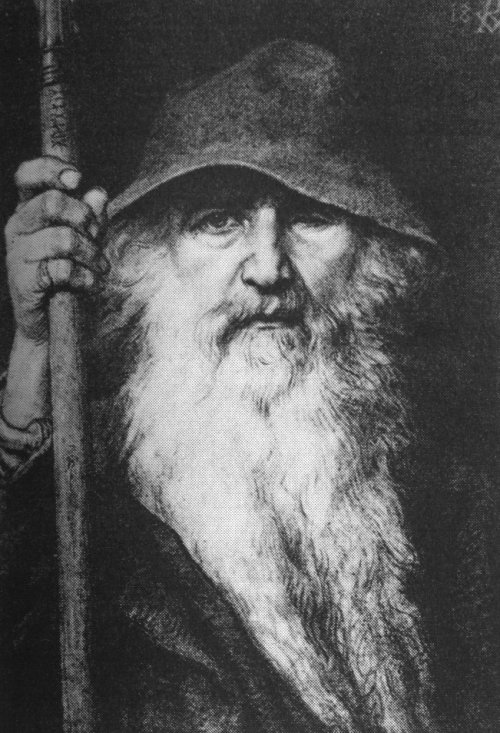
Le dieu Odin est l'ancêtre de Sigurd, et il apparaît furtivement de bout en bout de la Völsunga saga sous un déguisement de vagabond.

Avant d'introduire Sigurd à partir du chapitre 13, la Völsunga saga raconte l'histoire très complexe et tragique du clan des Völsungar, les ancêtres du héros. Les Völsungar descendent du dieu Odin, et ils sont une lignée de rois puissants et de haute stature. Avant que le roi Sigmund et sa femme Hjördís, fille du roi Eylimi, n'enfantent Sigurd, Sigmundr a avec sa sœur jumelle Signý un fils appelé Sinfjötli, puis avec sa première femme Borghildr il a un autre fils, Helgi, tous deux de grands guerriers au destin tragique. Il s'agit donc de demi-frères de Sigurd, qui meurent toutefois avant sa naissance. La matière mythologique de Sinfjötli et de Helgi est très ancienne, et semble avoir été greffée au cycle de Sigurd par l'auteur de la Völsunga saga.
|           |           |           |           |           |           |       |       |       |       | Odin    |         |         |         |           |           |           |           |           |           |          |          |           |           |           |           |           |           |        |        |        |        |        |        |          |          |          |          |          |          |         |         |           |           |           |           |           |           |        |        |
|           |           |           |           |           |           |       |       |       |       |         |         |         |         |           |           |           |           |           |           |          |          |           |           |           |           |           |           |        |        |        |        |        |        |          |          |          |          |          |          |         |         |           |           |           |           |           |           |        |        |
|           |           |           |           |           |           |       |       |       |       | Sigi    |         |         |         |           |           |           |           |           |           |          |          |           |           |           |           |           |           |        |        |        |        |        |        |          |          |          |          |          |          |         |         |           |           |           |           |           |           |        |        |
|           |           |           |           |           |           |       |       |       |       |         |         |         |         |           |           |           |           |           |           |          |          |           |           |           |           |           |           |        |        |        |        |        |        |          |          |          |          |          |          |         |         |           |           |           |           |           |           |        |        |
|           |           |           |           |           |           |       |       |       |       | Rerir   | Rerir   | Rerir   | Rerir   | Rerir     | Rerir     |           |           | Hrímnir   | Hrímnir   | Hrímnir  | Hrímnir  | Hrímnir   | Hrímnir   |           |           |           |           |        |        |        |        |        |        |          |          |          |          |          |          |         |         |           |           |           |           |           |           |        |        |
|           |           |           |           |           |           |       |       |       |       | Rerir   | Rerir   | Rerir   | Rerir   | Rerir     | Rerir     |           |           | Hrímnir   | Hrímnir   | Hrímnir  | Hrímnir  | Hrímnir   | Hrímnir   |           |           |           |           |        |        |        |        |        |        |          |          |          |          |          |          |         |         |           |           |           |           |           |           |        |        |
|           |           |           |           |           |           |       |       |       |       | Völsung | Völsung | Völsung | Völsung | Völsung   | Völsung   |           |           | Hljód     | Hljód     | Hljód    | Hljód    | Hljód     | Hljód     |           |           |           |           |        |        |        |        |        |        |          |          |          |          | Eylimi   | Eylimi   | Eylimi  | Eylimi  | Eylimi    | Eylimi    |           |           |           |           |        |        |
|           |           |           |           |           |           |       |       |       |       | Völsung | Völsung | Völsung | Völsung | Völsung   | Völsung   |           |           | Hljód     | Hljód     | Hljód    | Hljód    | Hljód     | Hljód     |           |           |           |           |        |        |        |        |        |        |          |          |          |          | Eylimi   | Eylimi   | Eylimi  | Eylimi  | Eylimi    | Eylimi    |           |           |           |           |        |        |
|           |           |           |           |           |           |       |       |       |       |         |         |         |         |           |           |           |           |           |           |          |          |           |           |           |           |           |           |        |        |        |        |        |        |          |          |          |          |          |          |         |         |           |           |           |           |           |           |        |        |
|           |           |           |           |           |           |       |       |       |       |         |         |         |         |           |           |           |           |           |           |          |          |           |           |           |           |           |           |        |        |        |        |        |        |          |          |          |          |          |          |         |         |           |           |           |           |           |           |        |        |
| Borghildr | Borghildr | Borghildr | Borghildr | Borghildr | Borghildr |       |       |       |       | Signý   | Signý   | Signý   | Signý   | Signý     | Signý     |           |           | Sigmundr  | Sigmundr  | Sigmundr | Sigmundr | Sigmundr  | Sigmundr  |           |           |           |           |        |        |        |        |        |        |          |          | Hjördís  | Hjördís  | Hjördís  | Hjördís  | Hjördís | Hjördís |           |           | Grípir    | Grípir    | Grípir    | Grípir    | Grípir | Grípir |
| Borghildr | Borghildr | Borghildr | Borghildr | Borghildr | Borghildr |       |       |       |       | Signý   | Signý   | Signý   | Signý   | Signý     | Signý     |           |           |           | Sigmundr  | Sigmundr | Sigmundr | Sigmundr  | Sigmundr  |           |           |           |           |        |        |        |        |        |        |          |          | Hjördís  | Hjördís  | Hjördís  | Hjördís  | Hjördís | Hjördís |           |           | Grípir    | Grípir    | Grípir    | Grípir    | Grípir | Grípir |
|           |           |           |           |           |           |       |       |       |       |         |         |         |         |           |           |           |           |           |           |          |          |           |           |           |           |           |           |        |        |        |        |        |        |          |          |          |          |          |          |         |         |           |           |           |           |           |           |        |        |
|           |           |           |           |           |           |       |       |       |       |         |         |         |         |           |           |           |           |           |           |          |          |           |           |           |           |           |           |        |        |        |        |        |        |          |          |          |          |          |          |         |         |           |           |           |           |           |           |        |        |
|           |           |           |           | Helgi     | Helgi     | Helgi | Helgi | Helgi | Helgi |         |         |         |         | Sinfjötli | Sinfjötli | Sinfjötli | Sinfjötli | Sinfjötli | Sinfjötli |          |          | Brynhildr | Brynhildr | Brynhildr | Brynhildr | Brynhildr | Brynhildr |        |        | Sigurd | Sigurd | Sigurd | Sigurd | Sigurd   | Sigurd   |          |          | Gudrun   | Gudrun   | Gudrun  | Gudrun  | Gudrun    | Gudrun    |           |           |           |           |        |        |
|           |           |           |           | Helgi     | Helgi     | Helgi | Helgi | Helgi | Helgi |         |         |         |         | Sinfjötli | Sinfjötli | Sinfjötli | Sinfjötli | Sinfjötli | Sinfjötli |          |          | Brynhildr | Brynhildr | Brynhildr | Brynhildr | Brynhildr | Brynhildr |        |        | Sigurd | Sigurd | Sigurd | Sigurd | Sigurd   | Sigurd   |          |          | Gudrun   | Gudrun   | Gudrun  | Gudrun  | Gudrun    | Gudrun    |           |           |           |           |        |        |
|           |           |           |           |           |           |       |       |       |       |         |         |         |         |           |           |           |           |           |           |          |          |           |           |           |           |           |           |        |        |        |        |        |        |          |          |          |          |          |          |         |         |           |           |           |           |           |           |        |        |
|           |           |           |           |           |           |       |       |       |       |         |         |         |         |           |           |           |           |           |           |          |          |           |           |           |           |           |           |        |        |        |        |        |        |          |          |          |          |          |          |         |         |           |           |           |           |           |           |        |        |
|           |           |           |           |           |           |       |       |       |       |         |         |         |         |           |           |           |           |           |           |          |          |           |           |           |           | Aslaug    | Aslaug    | Aslaug | Aslaug | Aslaug | Aslaug |        |        | Sigmundr | Sigmundr | Sigmundr | Sigmundr | Sigmundr | Sigmundr |         |         | Svanhildr | Svanhildr | Svanhildr | Svanhildr | Svanhildr | Svanhildr |        |        |

Dans le résumé rapide du cycle de Sigurd de son Edda en prose, Snorri Sturluson mentionne uniquement les deux parents et les deux grands-pères de Sigurd de l'arbre généalogique ci-dessus.

#### Enfances et débuts

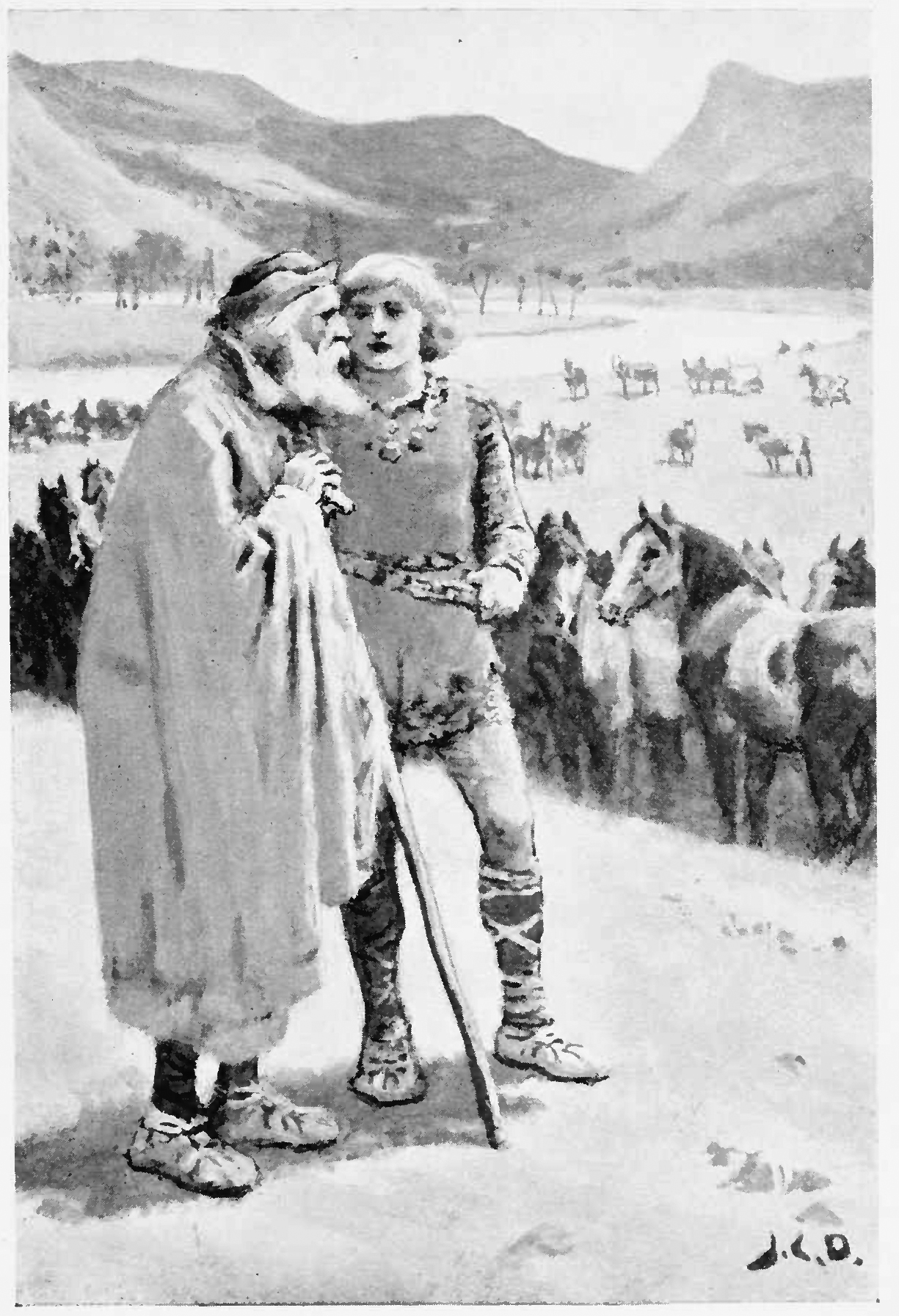
« Un étranger conseille Sigurd dans son choix d'un cheval », de J. C. Dollman (1909).

Sigmundr livre bataille contre les fils de Hundingr, et il y combat le dieu Odin. Odin brise son épée et le blesse mortellement. Avant de mourir, Sigmundr annonce à sa femme Hjördís qu'elle est enceinte d'un fils, et il lui confie l'épée brisée appelée Gramr à donner à leur enfant. Hjördís se remarie avec Álfr Hjálpreksson, roi de Jylland (au Danemark), et à la naissance de son fils, celui-ci est aspergé d'eau et nommé Sigurd. Tous voient alors qu'il est des plus exceptionnels. Comme il est coutume dans les sociétés nordiques anciennes, Sigurd est élevé par un autre, en l'occurrence Reginn, maître forgeron du roi, qui lui apprend les exercices physiques et les runes.
Sur les conseils de Reginn, Sigurd demande un cheval au roi Álfr. En allant se choisir un cheval, Sigurd est assisté par un vieil inconnu, qui n'est autre que le dieu Odin, et il se choisit le cheval Grani qui est le meilleur des chevaux et le descendant de Sleipnir, le cheval d'Odin. Reginn conseille ensuite à Sigurd de se procurer l'or du dragon Fáfnir.

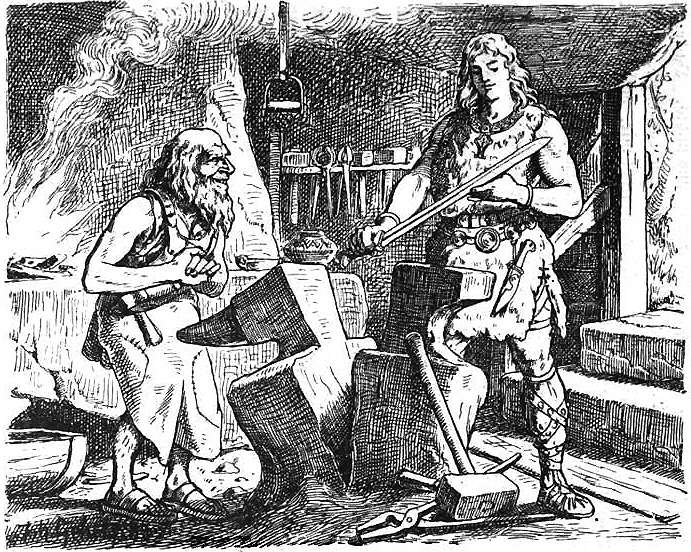
« Sigurd teste l'épée Gram », de Johannes Gehrts (1901).

Reginn explique l'histoire de cet or. Il révèle qu'il est le fils de Hreiðmarr et frère de Fáfnir et d'Ótr. Une fois, les dieux Odin, Loki et Hœnir tuèrent Ótr qui s'était métamorphosé en loutre. Pour compenser le meurtre du fils de Hreidmarr, Loki a dû ravir pour lui l'or du nain Andvari qui par conséquent a maudit son trésor dont un anneau (Andvaranaut) pour qu'il donne la mort à chacun de ses possesseurs. Fáfnir et Reginn ont ensuite tué leur propre père Hreidmarr pour l'or, mais Fáfnir l'a gardé pour lui seul, et depuis il surveille son or sous la forme d'un dragon. Sigurd demande à Reginn qu'il lui forge la meilleure épée. Mais Sigurd brise successivement les deux premières épées que Reginn lui forge, en les frappant contre l'enclume. Sigurd demande alors les morceaux de l'épée Gramr à sa mère, et Reginn reforge l'épée, qui est tellement tranchante et puissante que Sigurd parvient à fendre l'enclume jusqu'à la base. Sigurd visite son oncle maternel Grípir, qui a le don de prophétie. Ce dernier lui révèle toute sa destinée, sa gloire et sa chute.
Reginn souhaite alors que Sigurd trouve Fáfnir, mais le héros annonce vouloir d'abord venger son père des quatre frères fils de Hundingr. Il demande l'approbation des rois, qui offrent de lui fournir tout ce qu'il désire. Sigurd se dote alors d'une superbe armée et les guide en mer sous une tempête. Un vieil étranger, qui est encore le dieu Odin, se joint à la troupe en chantant les mérites de Sigurd. Lorsque l'armée débarque au royaume des fils de Hundingr, Odin les quitte. L'armée dévaste leur terre, et elle remporte une grande victoire contre les armées ennemies, où Sigurd tue personnellement tous les fils de Hundingr. La vengeance acquise, Sigurd accepte alors la nouvelle requête de Reginn de combattre le dragon Fáfnir.

#### Mise à mort de Fáfnir

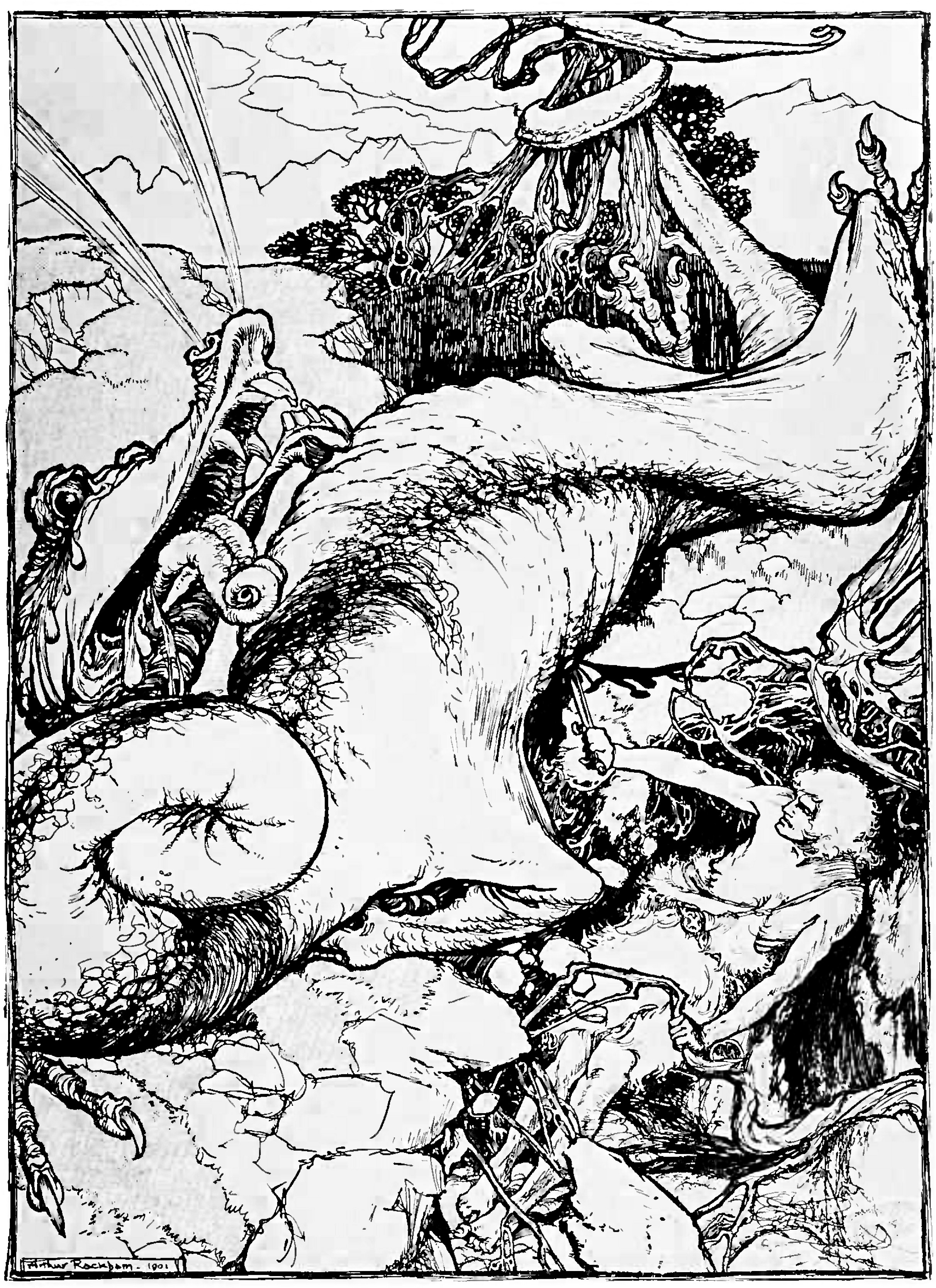
« Sigurd le transperça avec son épée, et il mourut », d'Arthur Rackham (1901).

Le poème eddique Fáfnismál et les chapitres 18 et 19 de la Völsunga saga racontent la mise à mort de Fáfnir. Sigurd arrive au lieu où le dragon Fáfnir avait l'habitude de ramper pour se rendre à un point d'eau. Comme conseillé par Reginn, Sigurd creuse une fosse où il pourrait se terrer et tuer Fáfnir en lui transperçant le cœur lorsque le monstre ramperait au-dessus. À ce moment, un vieillard, qui n'est autre que le dieu Odin, lui conseille de creuser d'autres fosses lui permettant de récolter le sang du dragon. Lorsque le dragon arrive, il fait trembler la terre et souffle du venin, mais Sigurd n'éprouve aucune crainte et le blesse mortellement. Avant de périr Fáfnir demande à son meurtrier qui il est, puis il lui explique que son or est maudit car il provoque la mort de chacun de ses détenteurs. Reginn demande ensuite à Sigurd de cuire le cœur du dragon et de le lui donner à manger. En portant son doigt humecté du sang du dragon à la bouche, Sigurd comprend par magie le langage des oiseaux, et des mésanges se racontent que Reginn compte le tuer pour récupérer l'or et qu'il serait avisé que Sigurd le tue. Alors, le héros décapite Reginn, mange le cœur de Fáfnir et se baigne dans son sang, récupéré dans les fosses qu'Odin lui avait conseillé de creuser. Puis il suit la piste de Fáfnir jusqu'à son repaire et emporte tout l'or du dragon sur son cheval Grani,.

#### Brynhildr et les Gjúkungar
Sigurd se rend vers Frakkland (pays des Francs) où dort d'un sommeil magique une valkyrie nommée Brynhildr ou Sigrdrífa selon les textes. Il arrive à une montagne où une lumière monte jusqu'au ciel comme des flammes. Lorsqu'il s'approche il voit que c'est un rempart de boucliers, il le traverse et trouve la valkyrie qu'il réveille en lui coupant sa broigne avec son épée. La valkyrie enseigne au héros sagesse, secrets et conseils, puis ils se quittent après un serment de mariage.

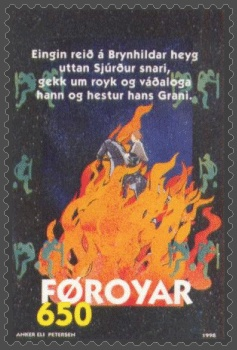
Timbre féroïen représentant Sigurd chevauchant au-dessus du mur de flammes.

Sigurd se loge ensuite chez Heimir, le mari d'une sœur de Brynhildr. Il y est accueilli avec grandes louanges. Brynhildr se loge également chez Heimir et Sigurd l'aperçoit. Son amour pour elle provoque en lui une grande tristesse, alors il la rencontre encore et ils réitèrent leur promesse de se marier, mais Brynhildr prédit qu'il rompra la promesse et épousera Gudrun. Sigurd lui offre alors l'anneau d'Andvari.
Sigurd visite le roi Gjúki et sa reine Grímhildr. Ils sont parents de trois fils, Gunnarr, Högni et Guþormr, et d'une fille, Gudrun. Grímhildr souhaite que Sigurd reste et épouse sa fille Gudrun ;  ainsi elle lui fait boire un philtre d'oubli de sorte qu'il ne se souvienne plus de son serment avec la valkyrie Brynhildr. Ensuite, Sigurd, Gunnarr et Högni (mais pas Guþormr) se lient d'une fraternité jurée, et Sigurd épouse Gudrun avec qui il a un fils qu'ils appellent Sigmundr.
Grímhildr suggère à Gunnarr de demander Brynhildr en mariage. Gunnarr, ses frères et Sigurd voyagent alors chez Heimir qui leur dit que Brynhildr n'acceptera d'épouser que celui qui traverserait le feu ardent qui entoure sa demeure. Les chevaux des frères refusent de traverser les flammes. Gunnarr échange alors sa forme avec celle de Sigurd, et ainsi Sigurd fait bondir son cheval Grani au-dessus du mur de feu. Il se présente à Brynhildr comme étant Gunnarr et elle accepte, réticente, de l'épouser. Sigurd couche trois nuits dans son lit, mais place son épée Gramr entre eux. Puis il lui reprend l'anneau d'Andvari qu'il lui avait donné précédemment, et lui donne un autre anneau du trésor de Fáfnir. Ensuite Sigurd retrouve Gunnarr et ils reprennent leurs formes respectives, tandis que Brynhildr émet des doutes sur l'identité de son nouveau mari, et confie la fille qu'elle a eu avec Sigurd, Áslaug, à son père adoptif Heimir. Au banquet pour fêter le mariage, Sigurd se souvient des serments qu'il avait échangés avec Brynhildr mais ne change rien à son comportement.

#### Mort de Sigurd
Lors d'une dispute portant sur lequel de leurs maris est le plus valeureux, Gudrun annonce à Brynhildr que c'est Sigurd qui l'a conquise et non Gunnarr, et elle le lui prouve en lui montrant l'anneau d'Andvari. Brynhildr accuse Sigurd de trahison, mais il défend les mérites de Gunnarr et avoue son amour pour elle bien que rien ne puisse être changé, puisque les noces ont déjà été célébrées. Ensuite Brynhildr exige de Gunnarr la mort de Sigurd et de son fils, en représailles pour cet affront. Alors, Gunnarr et Högni chargent leur frère Guþormr, qui n'avait pas fait de serments de fraternité avec Sigurd, de tuer le héros. À deux reprises, Guþormr entre dans la chambre de Sigurd pour le tuer, mais perd son courage face à son regard perçant. La troisième fois, Sigurd est endormi et Guþormr le frappe de son épée mais il est tué par Sigurd. Avant de mourir, Sigurd dit à sa femme Gudrun qu'il accepte son destin et que la cause de sa mort est l'amour que lui porte Brynhildr.
Pleine de regrets, Brynhildr annonce la naissance de la fille de Sigurd et de Gudrun, Svanhildr, et la trame du reste du cycle. Sigurd est brûlé sur un grand bûcher avec le fils de trois ans qu'il a eu avec Gudrun, et avec son meurtrier Guþormr. Brynhildr monte sur le bûcher embrasé et y périt. Par la suite, Gudrun se venge des meurtriers de son mari.

### Norna-Gests þáttr
Dans la saga Norna-Gests þáttr, le héros Norna-Gest combat aux côtés de Sigurd. Sigurd défait le héros-géant Starkadr en bataille, après que ce dernier se soit échappé du combat en apprenant que son adversaire est le meurtrier du dragon Fáfnir.

### Ballades scandinaves
Les ballades apparaissent dans les pays scandinaves à partir de la fin du XIIIe siècle, surtout au Danemark (les folkeviser), inspirées de la carole et des modes courtoises françaises, reprises soit directement de la France, soit par l'intermédiaire de l'Angleterre. Ces ballades étaient très populaires et ont survécu jusqu'à nos jours. Certaines reprennent le thème de Sigurd et reflètent d'importantes déformations si ce n'est des traditions différentes. Otto Holzapfel a identifié treize ballades danoises qui suivent des motifs héroïques tirés du cycle de Sigurd et de la légende des Nibelungen (Die dänischen Nibelungenballaden, 1974). La plupart ne font que mentionner Sigurd, qui porte en général le nom de Sivard Snarensvend, ou simplement Sivard.
La ballade Sivard Snarensvend raconte que Sivard souhaite partir à l'aventure et sa mère lui donne le cheval Gram (dans les textes mythologiques, Gram est son épée, et son cheval s'appelle Grani). Avec son cheval, Sivard voyage au château de son oncle et saute au-dessus du mur pour y pénétrer. La ballade Sivard et Brynild est résumée ainsi par Régis Boyer : « Sivard, fils d'un roi danois, conquiert Brynild sur la montagne de verre et lui donne pour écuyer Hagen ; Brynild et Signild se querellent pour l'anneau que Signild a reçu de Sivard en gage d'amour ; Brynild en tombe malade et exige de Hagen qu'il lui apporte la tête de Sivard. Comme ce dernier est invulnérable, elle donne à Hagen une épée magique avec laquelle Hagen occit Sivard dans sa chambre, puis apporte la tête à Brynild. Après quoi, il transperce Brynild de cette même épée et se suicide ». Cette ballade renvoie plus à la Chanson des Nibelungen qu'à l'Edda.

## Traditions allemandes

### La Chanson des Nibelungen

#### Débuts et rencontre avec les Burgondes

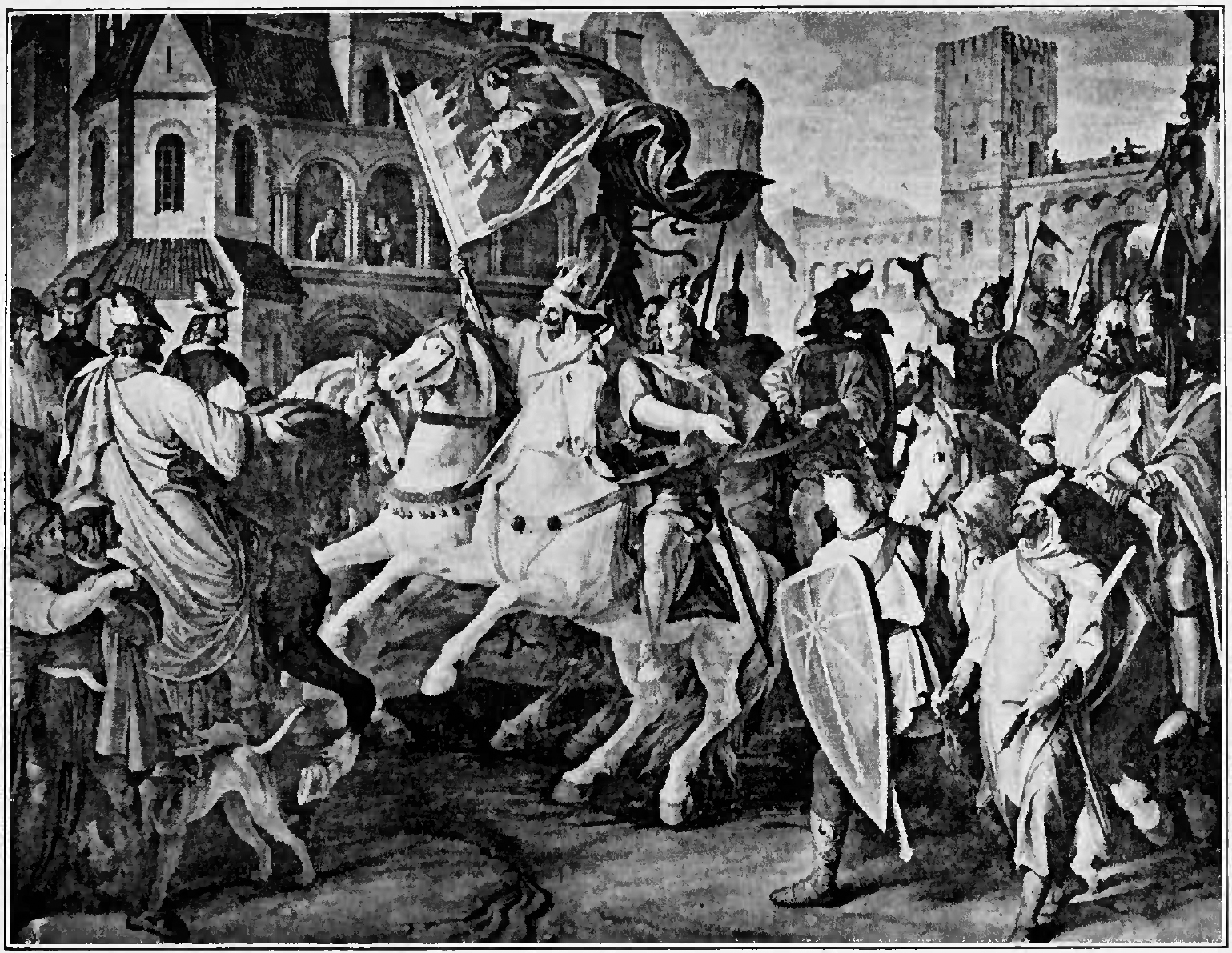
L'arrivée triomphante de Siegfried en Burgondie avec prisonniers et butin (1914).

Siegfried est le fils d'un roi de Néerlande, Siegmund, et de sa femme Sieglinde, et gît dans la forteresse de Xanten où il est considéré comme un homme de grande valeur. Il souhaite épouser la princesse burgonde Kriemhild, malgré son rang inférieur, alors il se rend avec une troupe de guerriers à Worms chez les frères de la princesse, les rois Gunther, Gernot et Giselher. Le vassal Hagen von Tronje informe son roi Gunther des exploits de Siegfried ; il a conquis le pays des Nibelungen en tuant des géants, sept cents guerriers et deux rois avec son épée Balmung, puis il a combattu le nain Alberich et lui a pris sa cape qui rend invisible. Il a alors ravi le trésor des Nibelungen. Il a ensuite abattu un dragon, et en se baignant dans son sang il est devenu invincible. Siegfried provoque Gunther et le menace de lui conquérir son royaume, alors le roi l'apaise en lui partageant ses biens, et il est reçu un an avec grand honneur, aimé de tous, dont la princesse Kriemhild qui l'admire de loin sans l'avoir encore rencontré. Lorsque les rois danois et saxons tentent d'envahir le pays burgonde, Siegfried prend la tête de l'armée pour le roi Gunther et les défait glorieusement. Les rois ennemis captifs sont retenus en otages et traités avec humanité par la cour, et lors des festivités pour sa victoire, il est permis à Siegfried de rencontrer la princesse Kriemhild; il décide de rester à la cour tant son amour pour elle est grand.

#### Fiançailles avec Brunhild et Kriemhild
Gunther souhaite épouser une reine d'Islande, Brunhild, toutefois cette dernière, d'une grande puissance, n'accepte le mariage qu'avec le prétendant qui saurait la battre dans trois épreuves de force et d'agilité; à défaut, le prétendant trouverait la mort. Siegfried déconseille au roi de tenter, mais il est finalement convenu que le héros assistera secrètement le roi dans les épreuves, en échange de la main de Kriemhild, puisque Siegfried sait tout ce qu'il y a à savoir de Brunhild. Lorsque les guerriers arrivent en Islande, Brunhild accueille Siegfried pensant qu'il est son prétendant, mais ce dernier se présente comme le vassal du roi Gunther qui lui demande sa main. Lors des épreuves entre Gunther et Brunhild, Siegfried se dote de sa cape magique qui rend invisible, et il assiste entièrement le roi Gunther de sorte qu'il apparaît que c'est le roi qui défait Brunhild et gagne sa main. Après l'épreuve, des centaines de soldats de Brunhild s'amassent dans le royaume de la reine, ce qui inquiète les Burgondes. Siegfried s'en va alors à son royaume des Nibelungen où il défait un géant gardien et le nain Alberich avant de se révéler leur souverain, et il leur exige mille guerriers qu'il ramène alors en Islande. Cela fait, Brunhild et ses troupes sont amenées en mer vers Worms. Siegfried est envoyé à l'avance pour annoncer à la famille royale burgonde l'arrivée du roi Gunther triomphant et de sa nouvelle reine, qui sont accueillis comme il se doit.
Siegfried demande alors au roi Gunther la main de sa sœur Kriemhild, et le roi respecte son engagement et les marie. Brunhild pleure qu'une femme d'aussi haute stature que Kriemhild épouse un vassal, mais Gunther défend Siegfried et refuse de lui dire pourquoi il lui a donné la main de sa sœur. Les deux couples couchent ensemble ce soir là, mais Brunhild, toujours frustrée du secret de Gunther, se refuse à son mari et le combat avant de lui lier les mains et les jambes et de le suspendre ainsi toute la nuit sur un crochet. Le lendemain, Gunther raconte son humiliation à Siegfried qui propose de la maîtriser pour lui. La nuit suivante, Siegfried se munit de sa cape d'invisibilité et se rend dans la chambre de Brunhild où il lutte longtemps contre elle dans le noir de sorte qu'elle croit combattre Gunther. Siegfried la vainc et lui enlève sa ceinture et son anneau. Elle se laisse alors prendre par Gunther, et en perdant sa virginité elle perd à tout jamais sa grande force. Siegfried retourne vivre chez lui à Xanten avec sa femme Kriemhild. Dix années passent, Siegfried et sa femme ont un fils qu'ils baptisent Gunther, et en même temps, le roi Gunther et sa femme ont un fils qu'ils nomment Siegfried.

#### Meurtre de Siegfried

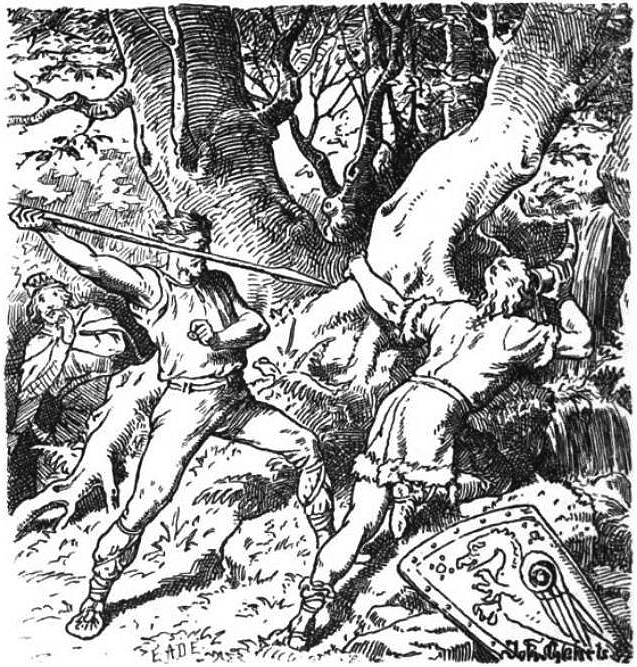
La mort de Siegfried, de Johannes Gehrts (1901).

Brunhild demande à Gunther de faire venir sa sœur et Siegfried à Worms pour qu'elle puisse les voir. Alors les deux souverains de Xanten laissent leur enfant et se rendent triomphalement à Worms. Après une grande fête, Kriemhild et Brunhild se disputent au sujet duquel de leurs maris est le plus puissant, cette dernière considérant que Siegfried n'est qu'un vassal, et Kriemhild le défend et souhaite entrer la première dans la cathédrale de Worms. Kriemhild révèle à Brunhild que c'est Siegfried qui l'a conquise, et non Gunther, et comme preuve elle lui montre la ceinture et l'anneau que Siegfried lui a pris. Brunhild humiliée, Gunther accorde à Hagen le droit de tuer Siegfried.
Gunther et Hagen font faussement croire à Siegfried que les rois danois et saxons envahissent à nouveau le royaume burgonde, alors Siegfried se porte volontaire pour lever sa propre armée afin de défendre le pays. Kriemhild, voyant en Hagen un vassal loyal, lui révèle le secret que lorsque Siegfried s'est baigné dans le sang du dragon, une feuille de tilleul s'est posée entre ses omoplates rendant cette portion de son corps vulnérable. Elle coud une croix sur l'habit de son mari pour indiquer à Hagen l'endroit précis à protéger. Lorsque Hagen a pu voir l'endroit vulnérable, l'opération militaire est annulée sous prétexte que les ennemis ont abandonné l'invasion. Gunther invite alors Siegfried à une partie de chasse en forêt. Kriemhild demande que Siegfried ne parte pas, ayant un mauvais pressentiment, mais le héros ne se doute pas de la trahison et part pour l'expédition. Lors de la partie de chasse, il se révèle le meilleur des chasseurs, notamment en maîtrisant et tuant un ours. Pour le repas au campement, Hagen a délibérément omis d'apporter de quoi boire, ainsi il emmène Siegfried et Gunther à une source. Lorsque le héros boit à la source, Hagen le frappe avec un épieu à travers son point faible jusqu'au cœur. Siegfried chasse Hagen et le blesse de son bouclier, puis il maudit ses meurtriers et regrette Kriemhild avant de périr. Son cadavre est apporté à la cathédrale de Worms, sous les lamentations de tous, et surtout de Kriemhild qui reconnait en Hagen et Gunther les meurtriers de son mari lorsque la plaie de Siegfried se met à saigner à l'approche de Hagen (cruentation). Elle jure alors de le venger, ce qui est raconté dans la suite de la Chanson.

### La Saga de Théodoric de Vérone
La Saga de Théodoric de Vérone (Þiðrekssaga), rédigée au XIIIe siècle, raconte également le mythe de Sigurd. Ce texte en vieux norrois est une traduction d'un texte moyen haut allemand. La source de ce texte était probablement la même que celle de la Chanson des Nibelungen, que l'on appelle la Chanson primitive, ou Ur-Nibelungen, qui ne nous est pas parvenue.
Le roi Sigmund retourne d'un voyage et est informé par ses vassaux que sa femme Sissibe l'aurait trompé, ce qui est faux. Il ordonne à ses vassaux de l'abandonner en forêt. Près d'une rivière elle donne naissance à un garçon. Les vassaux se combattent sur un désaccord, et l'enfant, placé dans un bol de verre, est poussé dans la rivière, alors que Sissibe meurt. L'enfant est trouvé par une biche qui le nourrit, ainsi il grandit plus rapidement que la normale. Le forgeron Mime le recueille ensuite et le nomme Sigurd. Quelques années plus tard Sigurd est des plus grands et forts, mais il est violent et cruel contre les employés de Mime, donc le forgeron souhaite s'en débarrasser en l'envoyant brûler du charbon à l'endroit où vit le dragon Regen qui est le frère de Mime, et que Mime a demandé de tuer le héros. Mais Sigurd tue le dragon. En cuisinant sa viande, il se lèche un doigt ensanglanté et comprend le langage des oiseaux qui lui disent que Mime l'avait envoyé au dragon pour qu'il soit tué. Sigurd souhaite nettoyer sa main du sang du dragon mais c'est comme s'il est devenu dur comme de la corne, alors il s'en recouvre le corps qui devient invulnérable, sauf à un endroit du dos où une feuille s'était posée. Il emporte la tête du dragon à Mime qui, terrifié de la vengeance de Sigurd, lui offre une armure et la meilleure épée Gram, et lui promet le cheval Grane de l'écurie de la reine Brynhilde. Sigurd tue quand même le forgeron et s'en va au château de Brynhilde. Il tue plusieurs gardes, et la reine impressionnée l'informe de sa parenté et accepte de lui donner le cheval s'il arrive à l'attraper. Lorsque Sigurd se présente, le cheval, autrement sauvage, accepte d'être monté uniquement par le héros.
Sigurd se met ensuite au service du roi Isung. Entretemps, le roi Théodoric entend parler de Sigurd et souhaite se mesurer à lui. Il établit un campement près du château d'Isung et Sigurd les accueille. Lors d'un tournoi, Sigurd défait Théodoric à deux reprises. La troisième fois, le roi utilise l'épée légendaire Mimung et gagne le combat. Alors Sigurd se met au service de son vainqueur. Théodoric offre Grimhilde comme épouse à Sigurd, qui devient roi de la moitié du royaume de Niflung. Gunter, le roi de Niflung, épouse la reine Brynhilde, alors que celle-ci reproche à Sigurd de l'avoir trahie. Grâce à sa grande force, la reine se refuse trois nuits au roi Gunter, alors celui-ci demande l'assistance de Sigurd. Le héros prend sa virginité ce qui lui fait perdre sa puissance. Grimhilde découvre l'anneau de Brynhilde que Sigurd avait gardé en trophée, ce qui lance une dispute entre les deux reines. Sigurd est finalement tué par Hagen. Dans la suite de la saga, Grimhilde se venge des meurtriers de son mari.

### Chanson de Siegfried à la peau de corne
La Chanson de Siegfried à la peau de corne (en moyen haut allemand Das Lied vom Hürnen Seyfrid) est imprimée pour la première fois vers 1530 à Nuremberg, mais cette chanson de 179 strophes est datée du XIIIe siècle par un auteur qui a réuni des traditions anciennes parallèles à celles colportées par la Chanson des Nibelungen.
Un roi de Néerlande, Sigmund, et sa reine Sieglinde, ont un fils appelé Seyfried, très fort et indomptable au point que ses parents s'en inquiètent et l'envoient dans un village près d'une forêt où il se met au service d'un forgeron. Mais Seyfried est tellement difficile que le forgeron souhaite s'en débarrasser. Il l'envoie rencontrer un charbonnier dans les bois, sachant qu'un dragon fréquente ce lieu et en espérant qu'il tue Seyfried, mais c'est Seyfried qui abat le dragon, puis le héros continue dans les bois pour chercher le charbonnier. Il rencontre de nombreux dragons et reptiles et les rassemble dans un val encaissé, puis les brûle tous avec le feu du charbonnier. La corne des dragons se ramollit en ruisseau, qui durcit en se refroidissant, alors Seyfried s'en recouvre le corps, sauf entre les épaules.
Autrement, la fille du roi Gybich de Worms, Kriemhild, est enlevée par un dragon. Un jour, alors que le jeune Seyfried part chasser, il trouve la trace du dragon et la suit pendant quatre jours jusqu'à une montagne. Il rencontre un nain appelé Eugleyne, fils de Nybling, qui lui révèle le nom de ses parents, et lui déconseille de combattre le dragon. Seyfried oblige le nain à l'assister pour sauver la princesse. Le nain lui raconte que le géant appelé Kuperan possède la clé pour l'intérieur de la montagne. Alors Seyfried le trouve et le soumet au combat de sorte que le géant prête serment d'assister le héros pour délivrer la princesse. Le géant le guide vers Kriemhild et lui présente l'épée du dragon, mais le géant le trahit une nouvelle fois, et Seyfried le tue.
Alors que les nains de la montagne servent un repas à Seyfried affamé, le dragon arrive crachant du feu. Seyfried le combat tandis que les nains s'échappent et cachent le trésor de Nybling dans une caverne. Seyfried et Kriemhild trouvent à leur tour la caverne et s'y reposent, ainsi ils trouvent le trésor. Le dragon revient avec soixante autres et Seyfried les tue tous sauf le premier dragon qu'il combat à nouveau. Le héros le frappe tellement à la corne que celle-ci se ramollit et fond. Ensuite Seyfried coupe le dragon en deux. Il retrouve Kriemhild comme morte mais le nain Eugleyne lui donne des herbes pour la réveiller. Très reconnaissant envers Seyfried, Eugleyne lui révèle son avenir, qu'il sera tué injustement et que sa femme Kriemhild le vengera puis mourra à son tour. Seyfried emporte l'or de Nybling pensant que c'était celui du dragon et qu'il lui revenait donc de droit. Arrivé à Worms il jette l'or dans le Rhin estimant qu'il ne lui servira pas puisqu'il est destiné à mourir. Seyfried est ensuite honoré par le roi Gybich, mais les fils de Gybich, Gunther, Hagen et Gernot sont jaloux. Hagen tue alors Seyfried en le transperçant d'une lance à l'endroit vulnérable de son dos.

## Témoins archéologiques

La gravure runique de Ramsund en Södermanland en Suède (XIe siècle). Elle représente le mythe de Sigurd.

Les pierres de Sigurd sont des pierres runiques qui de toute vraisemblance représentent des scènes du cycle de Sigurd.

## Théories

### Fond historique
Des études récentes[Lesquelles ?] identifient le personnage Sigurd-Siegfried à Arminius, fils de Segimerus, chef des Chérusques (et de manière plus incertaine de Frieda ou d'une femme libre), vainqueur lors de la bataille de Teutobourg des légions de Varus en l'an 9, étirées lors de la traversée de la Forêt de Teutberg en un « long serpent cuirassé » ayant pour insigne une tête de dragon.

### Mythologie comparée
À l'autre bout du monde germanique, le poème épique anglo-saxon Beowulf, du VIIIe siècle et donc bien antérieur aux textes du cycle de Sigurd, présente des thèmes comparables. Le héros Beowulf est également meurtrier de dragons, mais son histoire reste sensiblement différente de celle de Sigurd. Aussi, l'épopée parle d'un Sigemund, rapproché au Sigmundr nordique, qui est le fils de Waels, rapproché à Völ-, soit Völsungr. Sigemund est d'ailleurs appelé le Waelsing. Il est l'oncle de Fitela, qui correspond au Sinfjötli nordique. Dans ce poème, Sigemund tue un dragon et s'empare de son trésor, toutefois le sang du dragon n'y possède pas de propriété magique.

## Dans la culture moderne

### Musique

#### Der Ring des Nibelungen

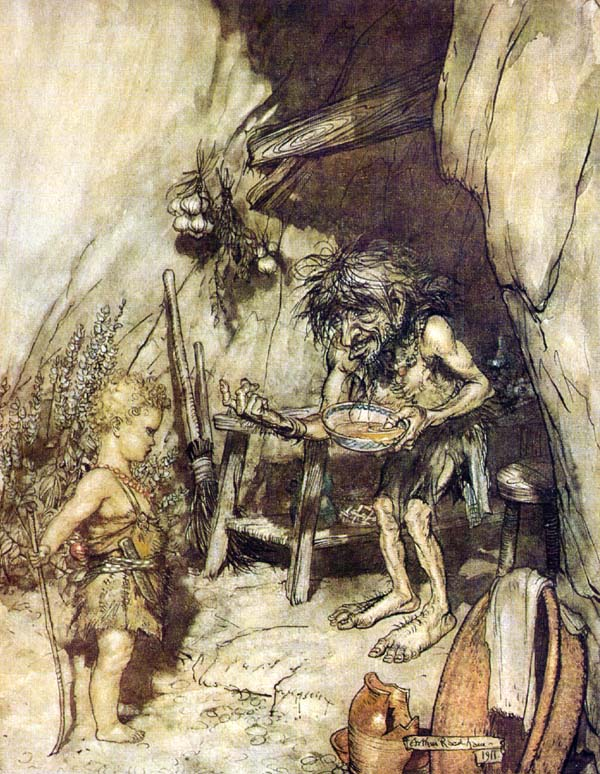
Mime offre à manger au jeune Siegfried.

Dans son opéra en quatre parties Der Ring des Nibelungen (dont la première partie est mise en scène en 1869), Richard Wagner s'est librement inspiré de l'épopée allemande la Chanson des Nibelungen, de la Völsunga saga, des Eddas et de la Þiðrekssaga, mais également des textes antiques grecs pour la structure.
Pour payer deux géants, dont Fafner, pour avoir construit le Walhalla, le dieu Wotan ravit l'or du nain Alberich (qui l'a lui-même volé aux filles du Rhin) qui par conséquent maudit l'anneau. Fafner tue ensuite son compagnon et se transforme en dragon pour garder son or. Plus tard, Wotan engendre les jumeaux Siegmund et Sieglinde. Après plusieurs péripéties, les jumeaux ont une relation incestueuse, et Siegmund est tué dans un duel contre Hunding, où Wotan brise son épée avec sa lance pour le perdre, alors qu'une des filles de Wotan, la valkyrie Brünnhilde, tente de protéger Siegmund. Wotan punit donc Brünnhilde d'un sommeil où elle est entourée d'un mur de flammes, que seul celui qui ne le craint pas pourra traverser.
Siegfried est introduit dans la troisième partie de la tétralogie, appelée Siegfried. Sieglinde emporte les morceaux de l'épée, et meurt en enfantant Siegfried chez le nain Mime, qui est le frère d'Alberich. Siegfried est élevé par le nain et il réussit à reforger l'épée de son père. Le nain Mime incite Siegfried à tuer le dragon Fafner pour lui prendre son or, mais il se prépare à le trahir. Siegfried tue le dragon, et en goutant son sang il comprend le langage d'un oiseau qui le met en garde contre Mime. Alors, Siegfried tue le nain. Puis, il se rend à travers le mur de flammes qui entoure Brünnhilde, en brisant de son épée la lance de Wotan qui lui barrait la route. Siegfried réveille la valkyrie en l'embrassant et il lui donne l'anneau comme serment d'amour.
La dernière partie, Le Crépuscule des dieux, raconte que Siegfried loge chez le roi Gunther et sa sœur Gudrune. Hagen est le demi-frère du roi et le fils du nain Alberich. Il cherche à récupérer l'or de son père. Hagen fait boire à Siegfried un breuvage magique qui lui fait oublier la valkyrie Brünnhilde, alors, il épouse Gudrune. Siegfried conquiert ensuite la valkyrie pour Gunther en prenant sa forme, et lui reprend l'anneau. Lorsque Brünnhilde remarque l'anneau sur le doigt de Siegfried elle comprend le subterfuge et, trahie, exige sa mort. Lors d'une partie de chasse, Hagen donne à Siegfried un philtre qui lui rend la mémoire, et il réalise sa trahison tandis que Hagen le frappe de sa lance et le tue. Brünnhilde reprend l'anneau et se jette dans le bûcher funéraire de Siegfried, qui embrase le palais de Gunther et également Walhall. Les filles du Rhin récupèrent le trésor qui retrouve sa juste place au fond de la rivière.
En 2023 le groupe de folk metal allemand Feuerschwanz sort un morceau intitulé SGFRD Dragonslayer, une ode au héros Siegfried défiant le dragon Fáfnir, fils de Hreiðmarr. Le morceau figure sur l'album Fegefeuer qui sort la même année et atteint la première place en Allemagne,. La couverture de l'album est une illustration du combat entre Siegfried et Fáfnir.

### Jeu vidéo
Le personnage principal du quatrième opus de la série Fire Emblem, Genealogy of the holy war, se nomme Sigurd.
Siegfried est présent en personnage jouable dans le jeu SoulCalibur. Il est reconnaissable par sa longue chevelure blonde et son épée épaisse à deux mains.
Siegfried est l'un des deux héros de la Campagne de Glace aux côtés de Dietrich de Berne dans le jeu vidéo Stronghold Legends.
Sigurd est également présent dans le jeu Assassin's Creed Valhalla.
Siegfried est l’entité ayant prêté ses pouvoirs à Sieg dans le jeu Dislyte, étant le boss final de la campagne principale du jeu.[réf. nécessaire]
Siegfried est aussi mentionné dans un scénario secondaire du jeu Seven deadly sins grand cross et son fils Sigurd est un personnage du scénario.

#### Autres
Sigurd est aussi le personnage central de l'opéra français Sigurd d'Ernest Reyer (1884).
Le groupe de viking metal féroïen Týr a adapté en chanson une ballade sur Sigurd ; leur titre Regin Smiður de l'album Eric the Red (2003). Leur chanson Dreams, issue du même album, évoque également le mythe de Sigurd.

### Littérature

#### Poème
La Völsunga saga a inspiré plusieurs œuvres littéraires, dont les plus notables sont le poème épique de plus de 10 000 vers de William Morris The Story of Sigurd the Volsung and the Fall of the Niblungs, publié en 1876, et la version de J. R. R. Tolkien du cycle de Sigurd, La Légende de Sigurd et Gudrún, édité à titre posthume par son fils Christopher et publié en 2009.

#### Roman
J. R. R. Tolkien a également puisé de nombreux éléments d'inspiration pour l'écriture de sa trilogie Le Seigneur des anneaux dans la mythologie des Nibelungen : nains, dragons, anneau. Le roi Thorin est une référence directe à Siegfried[réf. nécessaire].
La trilogie La Malédiction de l'anneau d'Édouard Brasey (2008-2010) s'inspire également de la légende de Sigurd-Siegfried.

#### Bande dessinée
En bande dessinée, Siegfried a fait l'objet de nombreuses adaptations dans plusieurs pays européens dans les années 1930, comme celle d'Eduardo Teixeira Coelho en 1946. La plus connue d'entre elles est la série Sigùrd du Suisse Hansrudi Wäscher, qui en a réalisé près de 700 épisodes entre 1953 et 1968.
On peut voir aussi beaucoup de références à cette légende dans la série de bandes dessinées «Thorgal» de Jean Van Hamme.
Les séries Siegfried (2007-2011) et Le Crépuscule des dieux (2007-2010) sont inspirées principalement de l'opéra de Richard Wagner.

#### Manga
Le manga Fate/Apocrypha présente Siegfried sous la forme de la classe Saber dans le camp des noirs. Siegfried y est présenté comme un héros bienveillant mais qui étouffe ses désirs pour les autres et finira par se sacrifier pour défendre le droit de vivre d'autrui.

### Filmographie

#### Cinéma
Siegfried est un film italien réalisé par Mario Caserini sorti en 1912. Les Nibelungen est un film allemand en deux parties réalisé par Fritz Lang sorti en 1924 où Siegfried est interprété par Paul Richter. Il y a une référence au mythe dans le film de Quentin Tarantino, Django Unchained

#### Télévision

##### Téléfilm
L'Anneau sacré est réalisé par Uli Edel en 2004, où Siegfried est interprété par Benno Fürmann.

##### Série
Siegfried apparaît également comme étant un personnage de la série de light novel, Fate/Apocrypha, où il sert la faction Noire en tant que Servant de classe Saber. Dans l'Arc Asgard des Chevaliers du Zodiaque (qui s'inspire de la mythologie nordique), le guerrier divin alpha prénommé Siegfried de Dubhe reprend cette légende.

### Utilisation du nom
La ligne Siegfried est le nom d'une ligne fortifiée construite par l'Allemagne pendant la Première Guerre mondiale le long du front de l'Ouest. Pendant la Seconde Guerre mondiale, les Alliés appelaient ligne Siegfried une autre ligne fortifiée allemande, qui faisait face à la ligne Maginot, mais que les Allemands ont baptisé le Westwall.
(11066) Sigurd, astéroïde.